# Metlova
Metlova (nemško Mittlern) je naselje v Občini Dobrla vas v Okraju Velikovec na Koroškem v Avstriji.